# ليتل بوتس
ليتل بوتس (بالإنجليزية: Little Boots) هي منتجة أسطوانات ومغنية مؤلفة وعازفة بيانو ومغنية بريطانية، ولدت في 4 مايو 1984 في بلاكبول في المملكة المتحدة.

## وصلات خارجية
- الموقع الرسمي
- ليتل بوتس على موقع IMDb (الإنجليزية)
- ليتل بوتس على موقع ميوزك برينز (الإنجليزية)
- ليتل بوتس على موقع ميوزك برينز (الإنجليزية)
- ليتل بوتس على موقع أول ميوزيك (الإنجليزية)
- ليتل بوتس على موقع ديسكوغز (الإنجليزية)
- ليتل بوتس على موقع ديسكوغز (الإنجليزية)